# Portrait de François Ier d'Este (Vélasquez)
Pour l’article homonyme, voir Portrait de François d'Este.
Le Portrait de François Ier d'Este est une huile sur toile réalisée entre 1638 et 1639 par Diego Vélasquez. Elle représente François Ier d'Este, duc de Modène, alors en visite à Madrid.

## Contexte
Au début de XVIIe siècle, la maison d'Este était fortement secouée. La nouvelle capitale du duché est installée à Modène après que la famille eut été chassée de Ferrare par le Pape en 1587. Le duc de Modène, François 1er, cherchant à obtenir le soutien de l'Espagne et se rendit à Madrid du 30 octobre 1638 à mars 1639, où, selon Antonio Palomino il fut le parrain de l'infante Maríe Thérèse.
Il commanda cette toile à Vélasquez qui y refléta le rôle diplomatique que le duc espérait jouer. Il est représenté comme un noble, altier, sûr, à la fois arrogant et sensuel. Vélasquez le peignit d'après nature et respecta l'iconographie officielle des portraits en représentant les symboles du pouvoir militaire dévolu à un duc : l'écharpe rouge carmin, la cuirasse militaire brillante. Il est représenté avec la toison d'or que Philippe IV d'Espagne lui remit peu avant son départ. Il est possible, selon Palomino, que la toile restât à Madrid le temps de la terminer avant d'être expédiée à Modèle après le départ du duc.
Il semble que le duc fut très satisfait de son tableau qui offrit à Vélasquez une belle chaîne d'or.

## historique de la toile
Le portrait de François d'Este est décrit dans l'inventaire de 1663 du surintendant du duc ; il n'appartenait pas alors à la collection du duc et ne fut pas non plus cité dans un inventaire des princes d'Este en 1744. Il réapparaît en 1843 lors de son rachat par François IV d'Autriche-Este pour l'Académie des beaux-arts avec un portrait de comte Paolo Cassoli Lorenzotti.
Lors de l'ouverture au public de la galerie d'Estense, le portrait ne figure pas dans les guides de visite, et n'y fut intégré que dans la seconde partie du XIXe siècle, en 1848, date où il fut exposé pour la première fois au public en tant que toile originale de Van Dyck.
Lors du second voyage de Vélasquez en Italie, sur le chemin de Venise, le peintre s'arrêta voir la galerie de peinture du duc, qu'il décrivit dans une lettre à Virgilio Malvezzi écrite à Rome le 22 novembre 1649 :

« ... et plus que j'en avais besoin avec M. le Duc de Modène puisque lors de ma venue je le vis et il me montra ses peintures, qui sont très bonnes »

— Lettre citée par Savlador Salort, 2002
il eut également la satisfaction de revoir son œuvre aux côtés de toiles de Corrège

## références
1. 1 2  (es) « Revista Digital con curiosidades y farandula del cine tradicional y porno », sur Concreta (consulté le 22 avril 2023).
2. 1 2 3 4 5  (it) « Sassuolo : Francesco I d'Este e arrivato a palazzo », sur bologna2000 (consulté le 17 février 2013)
3. 1 2 3  Palomino, p. 237
4. ↑  « Vélasquez », sur Metropolitan Museum of Art, New York (consulté le 17 février 2013)
5. ↑  Palomino p. 237
6. ↑  Salvador Salort, Velázquez en Italia, Madrid, 2002, p. 445
7. ↑  William STIRLING, Vélasquez et ses œuvres (lire en ligne), p. 139